# Albert Nilsson
För andra betydelser, se Albert Nilsson (olika betydelser).

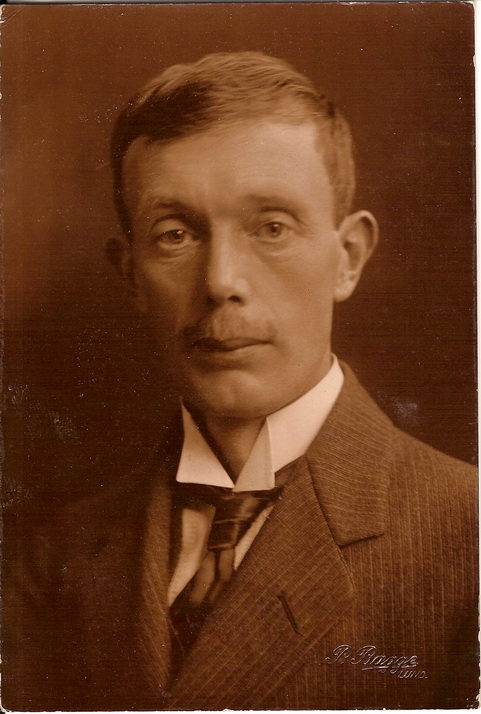
Albert Nilsson fotograferad av Per Bagge.

Johan Albert Nilsson, född den 12 september 1878 i Halmstad, död den 7 januari 1936, var en svensk litteraturhistoriker. 
Nilsson var först kroppsarbetare, fick sent börja studera, blev 1898 student vid Lunds universitet, där han 1909 disputerade för doktorsgraden med avhandlingen Guyaus estetik (1909; andra upplagan 1919) och samma år blev docent i estetik. År 1922 fick han professors namn, fick 1923 en personlig professur i estetik med litteraturhistoria vid Lunds universitet och blev 1924 professor i litteraturhistoria med poetik efter Fredrik Böök. Sistnämnda år blev han även ledamot av Samfundet De Nio efter Göran Björkman.
Av hans arbeten kan nämnas Tegnérs estetiska och filosofiska studier (1913; inledning till de av Nilsson utgivna "Tegnérs filosofiska och estetiska skrifter"), J.F. Neikter (i Samlaren, XXXIV), Thorild (1915), Svensk romantik (1916) och Fru Nordenflychts religiösa diktning (1918). Åren 1918–1923 verkade han som litteraturkritiker vid Göteborgs Handels- och Sjöfartstidning. 
Nilsson sysselsatte sig så gott som uteslutande med undersökningar av idéinnehållet och den intellektuella utvecklingshistorien hos svenska författare. Hans analyser av den platonska strömningen hos de stora svenska skalderna vid 1800-talets början ansågs vara av största betydelse.